# Biblioteka Mozzi Borgetti w Maceracie
Biblioteka Mozzi Borgetti w Maceracie – jedna z bibliotek miejskich we włoskim mieście Maceracie.

## Historia
Po kasacie jezuitów za papieża Klemensa XIV, suweren Państwa Kościelnego wydając brewe w dniu 15 grudnia 1773 pozwolił władzom Maceraty na przejęcie kolegium pojezuickiego wraz z istniejącą w nim biblioteką. Zastrzeżone zostało utworzenie z niej biblioteki publicznej. Dzięki wsparciu finansowemu papieża Piusa VI, o które wystarał się kard. Wilhelm Pallotta, oraz ofiarom miejscowego patrycjatu miasto postarało się o lepszą siedzibę dla swojej publicznej biblioteki i powiększenie księgozbioru w latach 1784-1787.
Zbiory udostępniono uczonym 31 marca 1787. Dekret Joachima Murata z 19 marca 1814 usankcjonował prawnie poprzednie decyzje papieskie: biblioteka nieodwołalnie stała się własnością mieszkańców Maceraty.
Księgozbiór składał się pierwotnie z 5000 woluminów pochodzących z dawnej biblioteki zakonnej, z donacji adwokata Franciszka Mornatiego i kolekcji Mozzich. W XIX w. zbiory wzbogacone zostały o cenne donacje, wśród których wspomnieć należy księgozbiór dominikanina Tomasza Borgettiego ofiarowany w 1833 – stąd obecna nazwa biblioteki Mozzi Borgetti. Księgozbiór Borgettiego stanowił osobny zbiór w bibliotece do roku 1855. Cenny księgozbiór, który został ofiarowany bibliotece miejskiej, należał również do historyka sztuki Amico Ricciego (manuskrypty i materiały badawcze). Po kasacie zakonów i kongregacji zakonnych w czasach Republiki Rzymskiej w 1798 do Biblioteki Mozzi Borgetti trafiły książki z okolicznych klasztorów, m.in. franiciszkanów.
W XX w. biblioteka powiększyła się o kolejne nabytki. Do najbardziej znaczących zaliczyć trzeba: księgozbiór rodziny Castiglionich z Cingoli, do której należał papież Pius VIII, składający się z 20000 książek zakupionych przez bibliotekę w 1935, niedrukowane rękopisy dzieł opata Colucciego, autora Starożytności picenskich (wł. Antichità Picene), listy jezuity i archeologa Luigiego Lanziego, polityka Diomede Pantaleoniego, Giuseppe Neroniego, różne materiały badawcze muzykologa Giuseppe Radiciottiego (dotyczące kompozytorów z regionu Marchii), archiwum architekta Ireneo Aleandriego (projekt Sferisterio w Maceracie), księgozbiór i archiwum historyka literatury Massimo D’Azeglio oraz zbiór donacji Ciccolinich.
W 2000 w skład księgozbioru bibliotecznego weszły książki ofiarowane przez rodzinę ekonomisty Maffeo Pantaleoniego.

## Siedziba biblioteki
W swojej ponad dwuwiekowej historii biblioteka, powiększając swoje zbiory, zagarniała sale i depozyty budynku, w którym została ustanowiona. U wejścia od strony placu Vittorio Veneto znajdują się popiersia papieża Grzegorza XVI i premiera Włoch Benedetto Cairoliego dłuta Fedele Bianchiniego. Liczne zachowane i eksponowane herby pochodzą z Fonte Maggiore.
Na pierwszym piętrze znajduje się Sala degli Specchi, której dekoracja została zaprojektowana przez Vincenza Martiniego. Malowidła są autorstwa Domenica Marzapaniego i Domenica Cerviniego. W sali znajdują się też drewniane medaliony przedstawiające filozofów i ludzi nauki. Powstały w latach, gdy bibliotekarzem był miłośnik idei oświecenia Bartolomeo Mozzi. Kurator ten chciał stworzyć przy bibliotece muzeum, którego zaczynem miła być kolekcja różnych przyrządów naukowych ofiarowana przez jego rodzonego brata Józefa.
W pozostałych salach znajdują się dekoracje odnoszące się do dobroczyńców biblioteki, papieży i miejscowego kleru. Przewijają się również motywy przedstawiające herb Maceraty.

## Księgozbiór
Obecnie biblioteka liczy około 350000 woluminów, co czyni ją jedną z największych w regionie. Szczególnie cenne jest 10000 manuskryptów, 300 inkunabułów i ponad 400 dzieł pochodzących z XIV wieku. Wśród księgozbioru drukowanego wyróżnia się część zawierająca książki dotyczące historii regionu oraz dzieła o charakterze prawniczym, filozoficzno-naturalistycznym i medycznym z XVII-XVIII w. W bibliotece przechowywane są manuskrypty i dzieła drukowane o charakterze muzycznym i teatralnym: archiwalia chóru katedralnego, broszury, plakaty i inne druki. Część zbiorów renesansowych pochodzi z fundacji braci Jana i Dominika Spadonich. Do kolekcji bibliotecznych należy też zbiór zdjęć liczący około 20000 fotografii i 50000 szklanych klisz fotograficznych.

## Literatura
- Antonio di Geronimo (pod redakcją): Macerata. Piccoli itinerari. Macerata: Regione Marche, 2009, s. 124-127.